# Archaeodobenus akamatsui
Archaeodobenus akamatsui — викопний вид ластоногих ссавців родини моржових (Odobenidae).

## Етимологія
Родова назва, Archaeodobenus, у перекладі з грецького archaios — «древній», і латинського odobenus — «морж», тобто «древній морж».
Вид названий на честь японського геолога доктора Моріо Акамацу, почесного куратора Музею Хоккайдо, за його внесок у вивчення геології та палеонтології Хоккайдо і на знак вдячності за його підтримку і допомогу авторам опису виду.

## Поширення
Вид існував у пізньому міоцені на території сучасної Японії (10-9,5 млн років тому. Скам'янілі рештки виду знайдені у верхній частині свити Ічібангава на острові Хоккайдо, на півночі Японії.

## Філогенія
Archaeodobenus akamatsui походить з тієї ж формації що й Pseudotaria muramotoi, але вони відрізнялися один від одного за розміром і формою потиличного відростка, потиличного отвору і соскоподібного відростка черепа та інших посткраніальних функцій. На основі даних філогенетичного аналізу, вважається, що А. akamatsui міг відокремитися від P. muramotoi в кінці міоцену в північно-західній частині Тихого океану. Така швидка диверсифікація архаїчних моржів сталася з поєднанням морської регресії і трансгресії, яка забезпечила геологічну ізоляцію серед спільних предків вимерлих моржових.